# Crocidura susiana
Crocidura susiana là một loài động vật có vú trong họ Chuột chù, bộ Soricomorpha. Loài này được Redding & Lay mô tả năm 1978.